# Aeroportul Internațional Manuel Crescencio Rejón
Aeroportul Internațional Manuel Crescencio Rejón (IATA: MID, ICAO: MMMD) este un aeroport din Yucatán, Mexic ce deservește zona Mérida. Aeroportul a fost tranzitat în 2023 de 3.674.103 pasageri. A fost deschis în 1929.
Situat la o altitudine de 12 m, aeroportul dispune de 1 pistă. Este operat de Grupo Aeroportuario del Sureste⁠(d).

## Infrastructură

### Piste
Aeroportul dispune de o singură pistă. Pista are orientarea 10/28. 